# Собор Лангра
Лангрский собор (фр. Cathédrale Saint-Mammès de Langres) — римско-католический собор в Лангре, Франция. Он был возведён в XII веке и посвящён мученику Маманту Кесарийскому, который жил в III-ем веке. Собор является резиденцией епископа Лангрского и национальным памятником Франции.

## История
Около 1140 года епископ Жоффруа де ла Рош-Ванно (1139—1162), компаньон святого Бернарда Клервоского, принял решение основать собор. В то время собор Сент-Этьен в Сансе уже строился. Строительство началось с хора. Трёхуровневый фасад был скопирован с третьей церкви в Клюни. Верхние опоры хора были скрыты, но некоторые, которые располагаются на нефе, могут быть замечены невооружённым взглядом снаружи. По булле папы Александра III, который укрывался в Сансе с 1163 по 1165 год, можно узнать, что в 1170 году строительство велось полным ходом. Для полного завершения работ ему не хватало только одного расстояния между опорами нефа и большого западного фронтона.
В 1190 году, была предпринята последняя кампания с целью завершить строительные работы, собор был освящён уже в 1196 году. Похоже, что на тот момент только своды нефа ещё не были достроены.
В 1209 году святая реликвия, голова мученика Мамана Кессарийского, была принесена в собор. В XIII веке был построен монастырь (на сегодняшний день от него сохранились две сводчатые галереи), а также часовня Девы Марии с апсидой (продвигаемом каноном Вергии). В 1314 году пожар уничтожил крышу нефа. В XVI веке, с 1547 по 1551 год, каноник д’Амонкур, генерал-викарий Клод де Лонгви, который тогда был епископом Лангрским, построил часовню Святого Креста на левой стороне нефа. В 1562 году молния вызвала ещё один пожар. В 1746 году западная сторона могла обрушиться, и было принято решение снести её. Собор был перестроен с 1761 по 1786 год в классическом стиле, в соответствии с планами Клода-Луи д’Авиля, датируемыми 1758 годом. Работами руководил архитектор Жан-Антуан Каристи. 12 декабря 1790 года собор был закрыт, но вновь открыт в 1791 году. В XIX веке, с 1852 года, высотные части собора были реконструированы архитектором Альфонсом Дюраном, который также построил ризницу с 1857 по 1862 год.

## Галерея

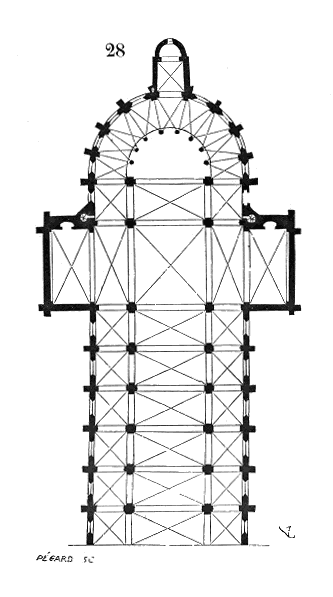
План средневековой части собора (без фасадного блока)
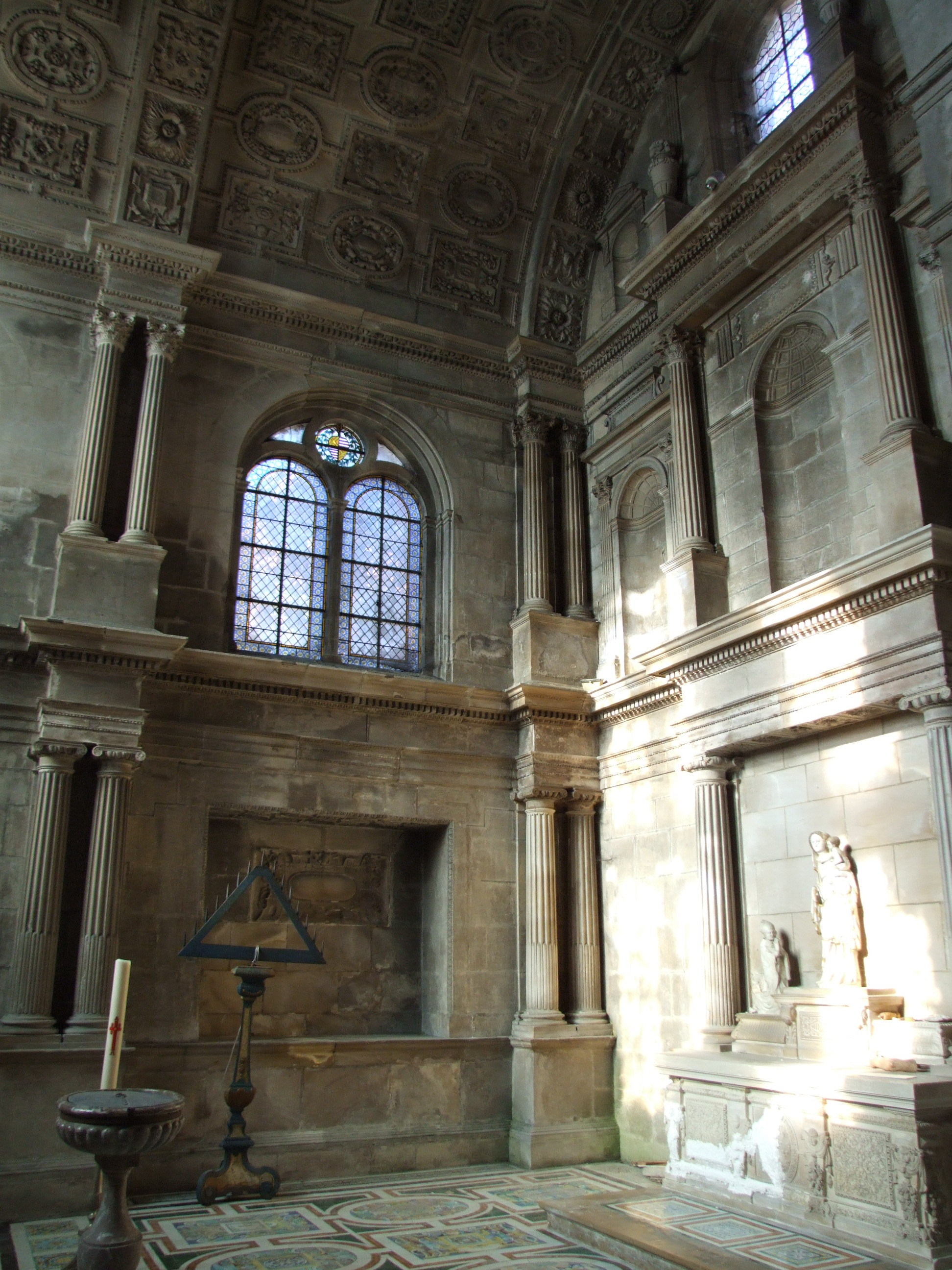
Боковой свод с ризницей Часовни Святого Креста (1549)
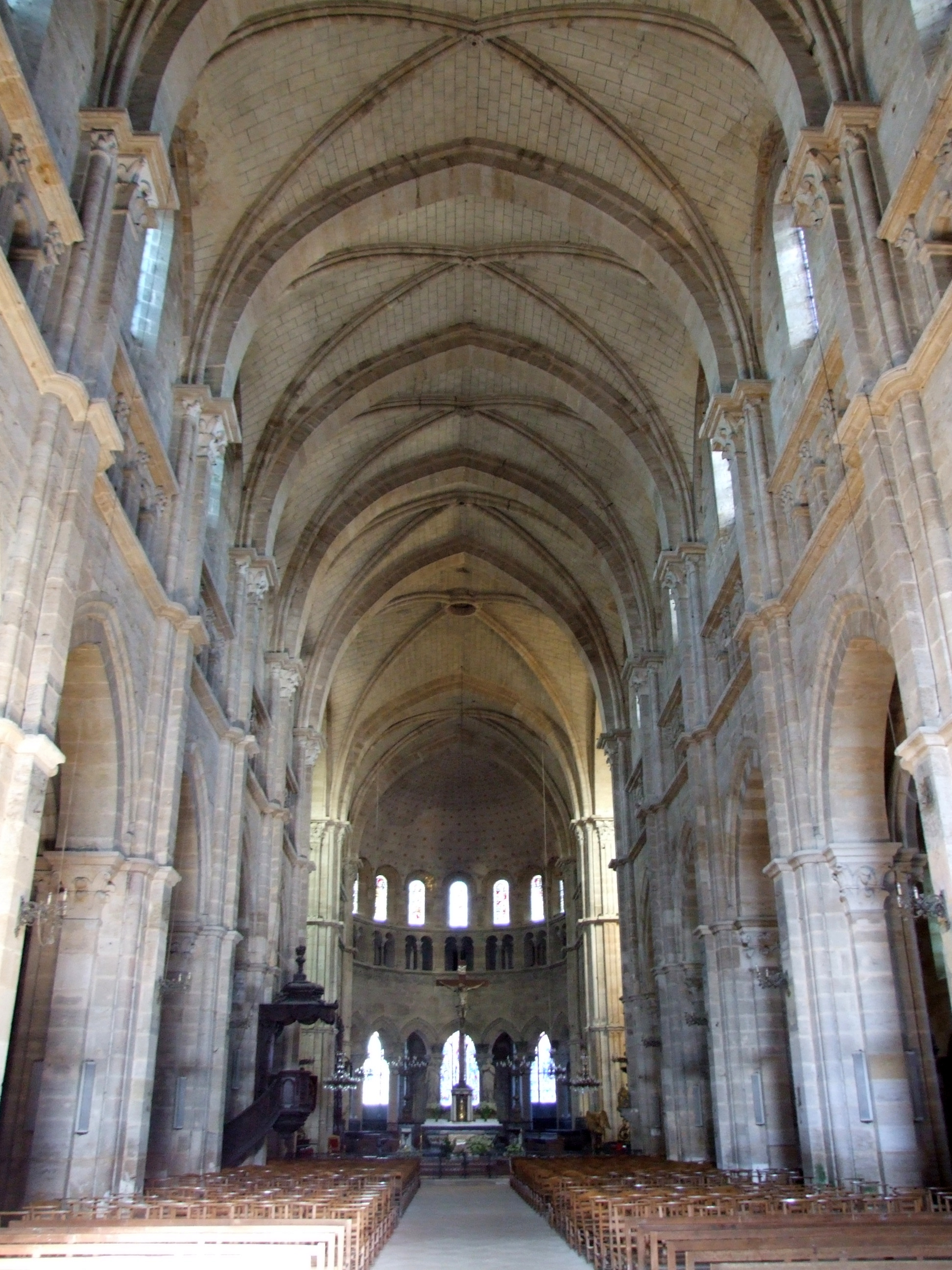
Вид на неф собора
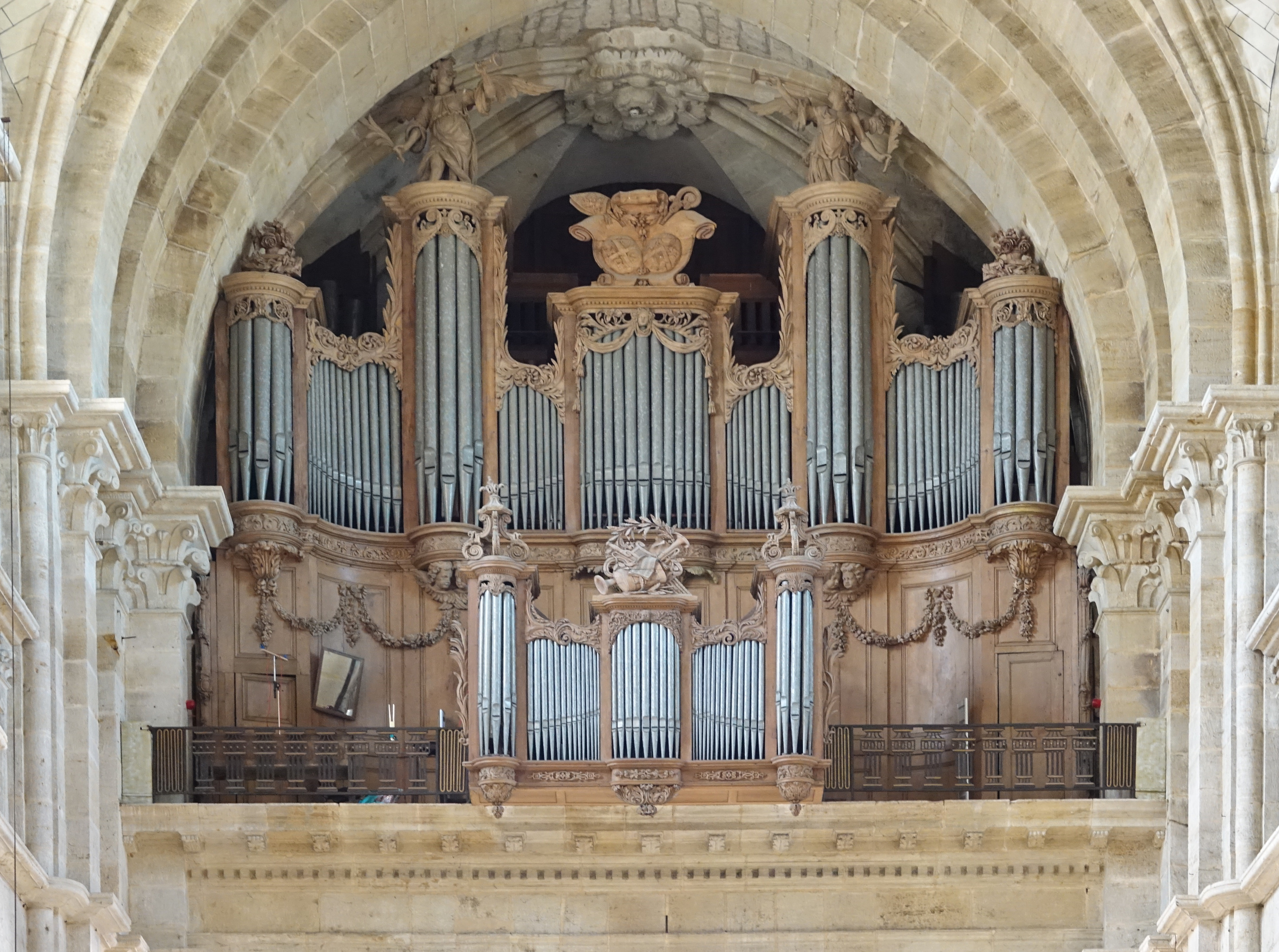
Орган аббатства Моримон, перенесённый в собор Лангра
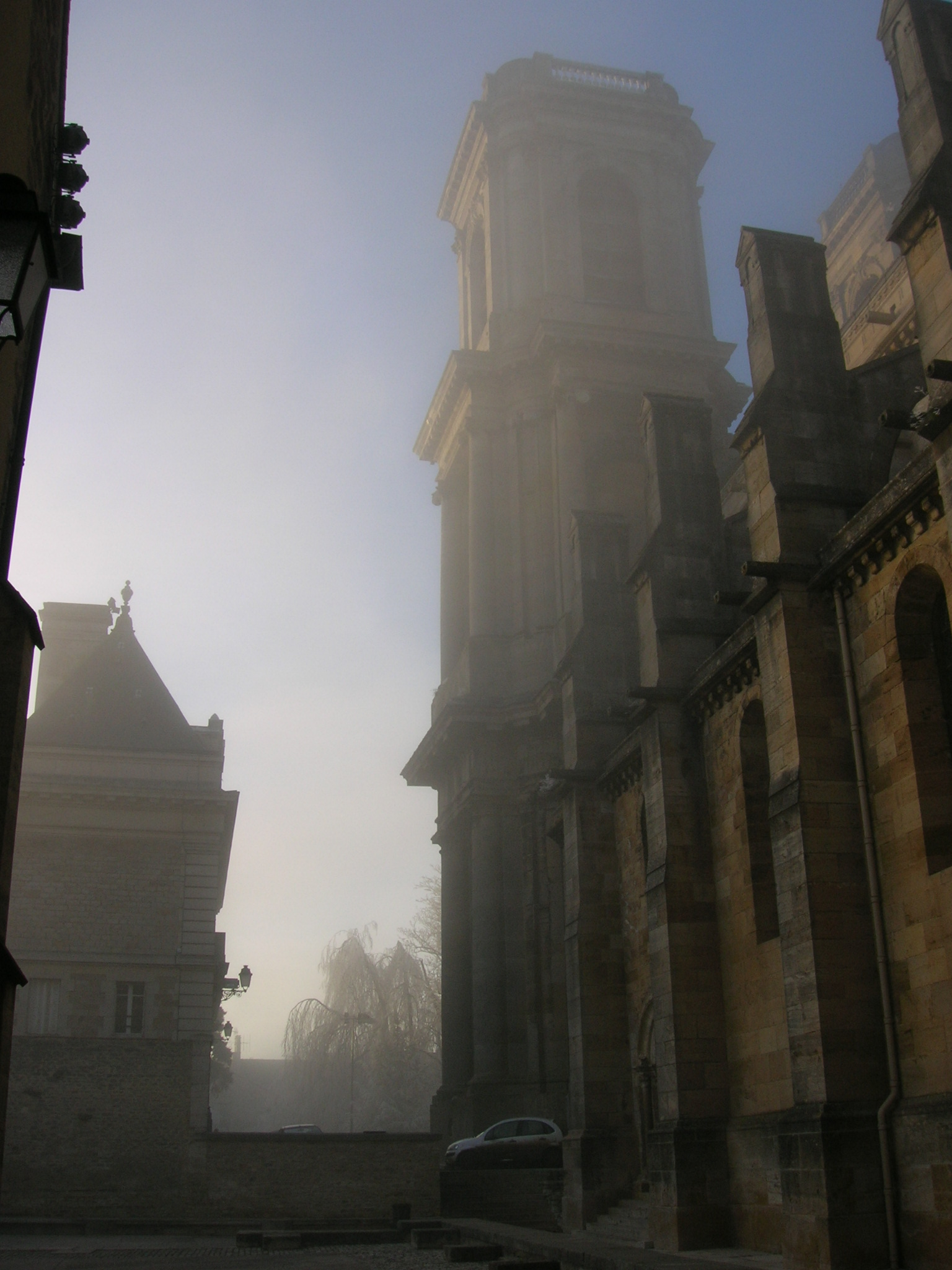
Вид на собор со стороны монастыря
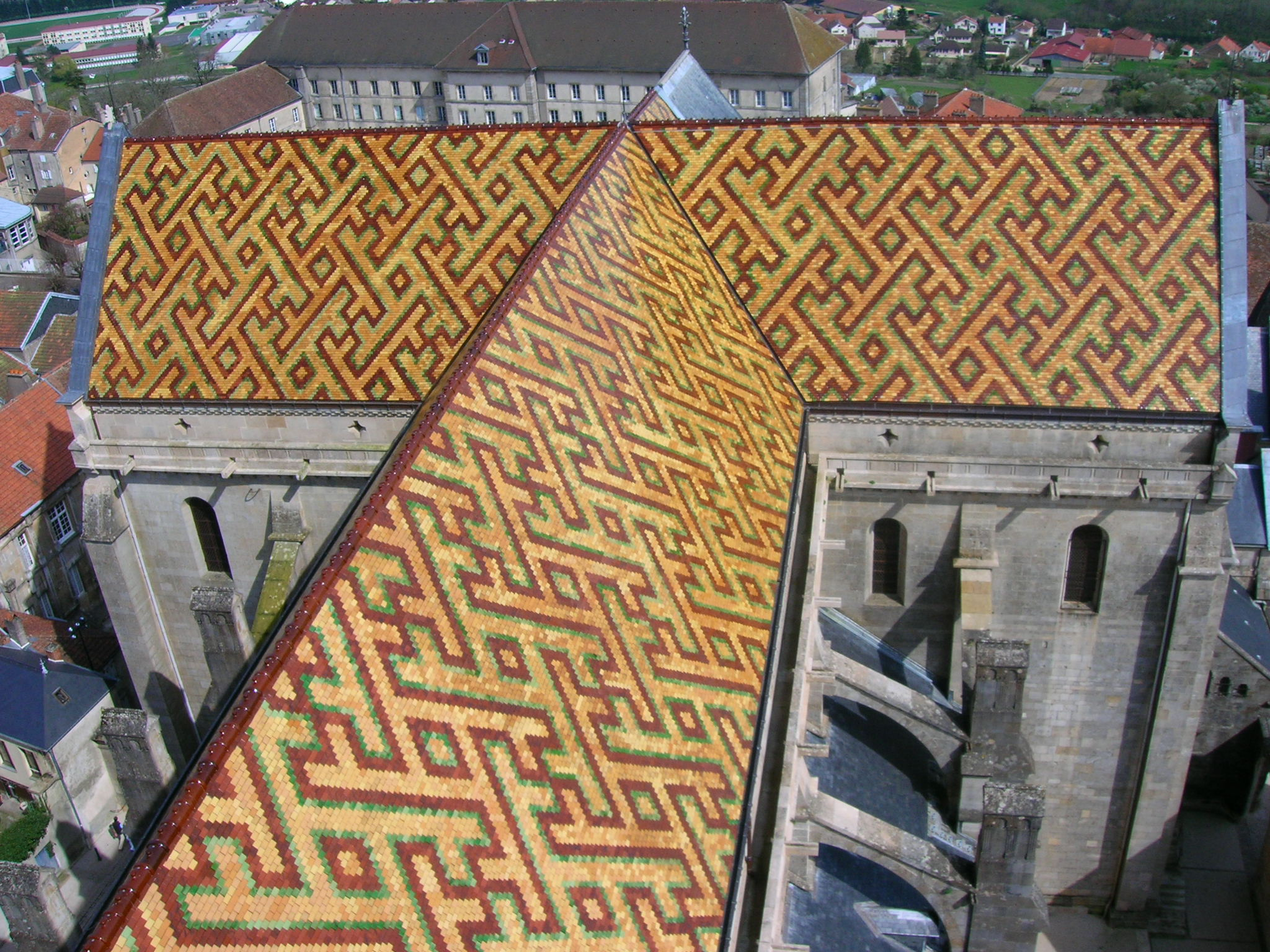
Крыша собора в бургундском стиле
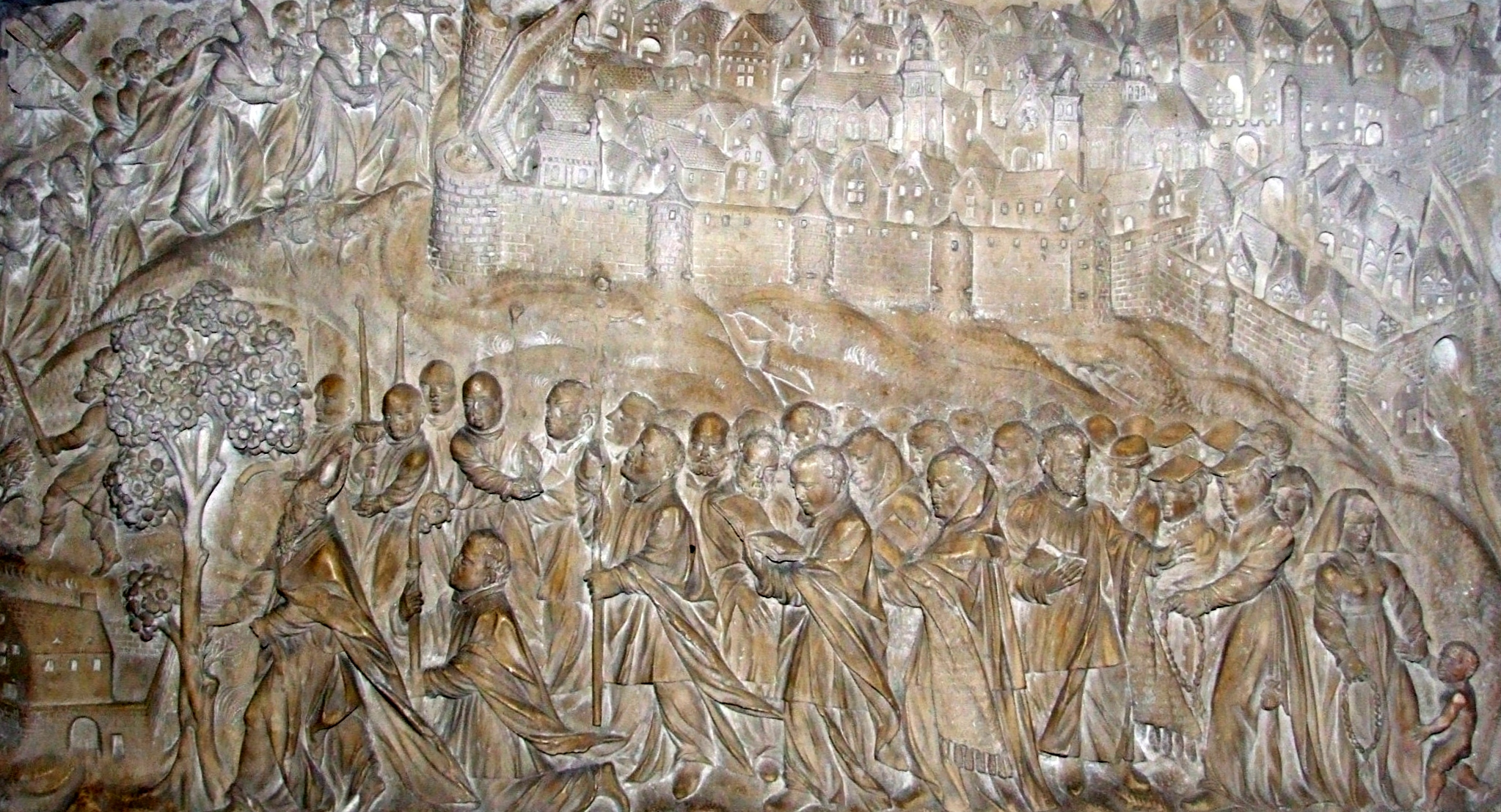
Один из барельефов собора
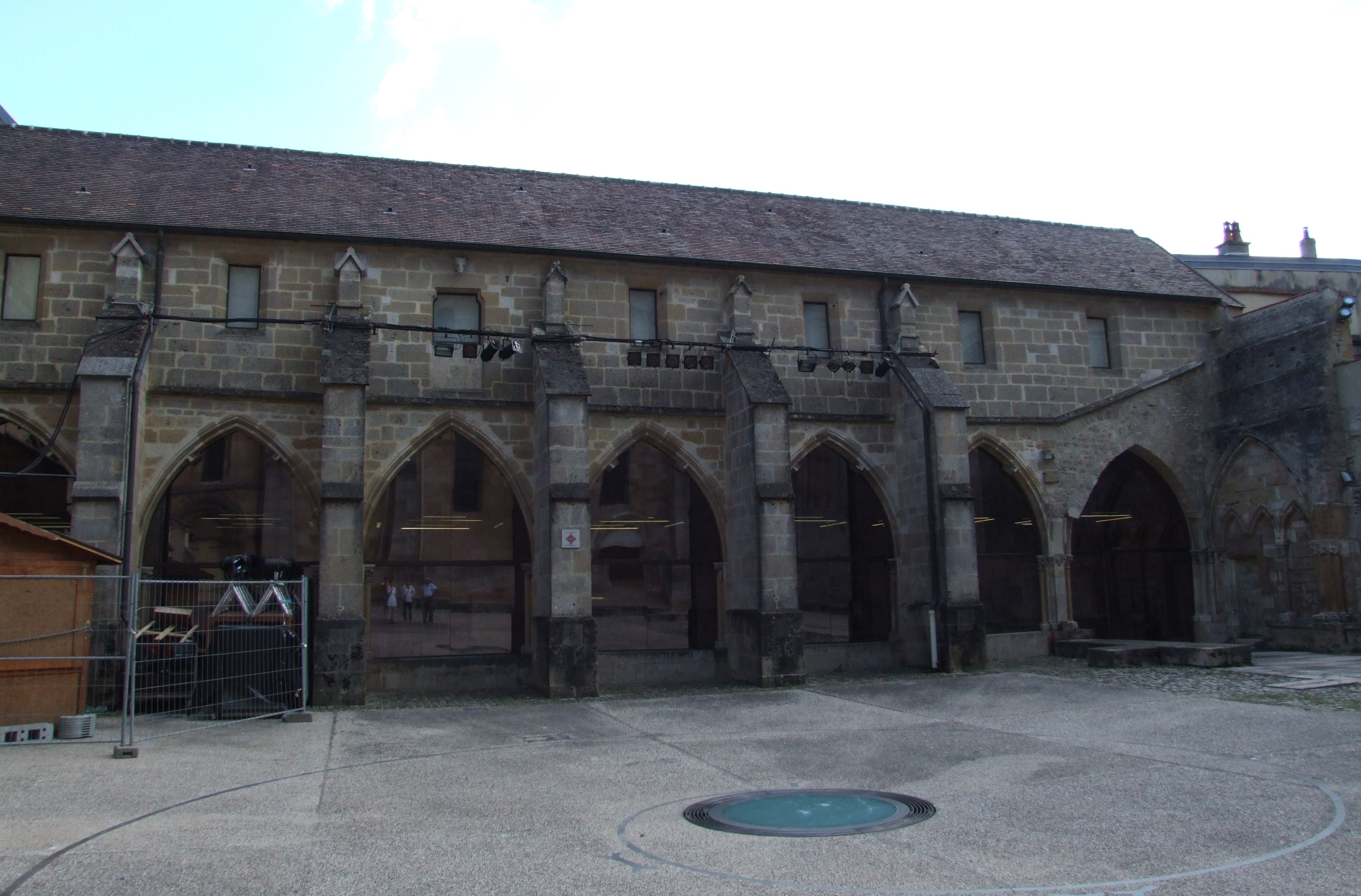
Клуатр собора